# Capitale nozionale
Il capitale nozionale, nel caso di uno schema pensionistico con formula della rendita predefinita sulla contribuzione e la crescita e senza patrimonio di previdenza detto anche schema NDC o Notional Defined Contribution Pension Scheme, è un parametro utilizzato per la determinazione della pensione di vecchiaia.
La definizione di nozionale deriva dal fatto che tale parametro non è associato ad un patrimonio di previdenza in quanto la capitalizzazione è simulata sulla crescita.
Il capitale nozionale viene incrementato applicando la legge di capitalizzazione con un tasso di rendimento nozionale al posto del tasso d'interesse ai contributi figurativi stabiliti dalla norma di diritto pubblico sulle assicurazioni obbligatorie ed in particolare applicando al reddito l'aliquota contributiva pensionistica di computo.
Il tasso di rivalutazione è chiamato tasso annuo di capitalizzazione per la rivalutazione del montante contributivo individuale nozionale.
In Italia, nel 2014, per la prima volta dal 1996 tale tasso è stato negativo.

## Il capitale nozionale nel sistema pensionistico pubblico italiano
Nel sistema pensionistico pubblico italiano, il capitale nozionale è stato introdotto con la riforma Dini.

### Leggi
- Legge 8 agosto 1995, n. 335, in materia di "Riforma del sistema pensionistico obbligatorio e complementare."

### News
- Laura Cavestri, Fornero: le Casse non hanno sostenibilità a 50 anni, in Il sole 24 ore. URL consultato il 29 marzo 2013.
- Pensioni: Fornero, non pensabile siano più lunghe della vita lavorativa, in ASCA. URL consultato il 3 aprile 2013 (archiviato dall'url originale il 25 ottobre 2013).
- Se il Pil crolla le pensioni calano a picco, in La Repubblica. URL consultato il 12 aprile 2013.

### Web
- Sistemi finanziari di gestione dei fondi previdenziali e metodi di calcolo delle prestazioni, su docs.google.com. URL consultato il 20 marzo 2013.
- EVOLUZIONE DELLA LEGISLAZIONE PENSIONISTICA DI BASE, su lavoro.gov.it. URL consultato il 24 marzo 2021 (archiviato dall'url originale il 30 aprile 2013).
- Carlo A. Bollino, Elementi di economia politica, 4ª ed., Morlacchi Editore, 2008, ISBN 88-89422-38-6.